# Клуб «За старую Прагу»

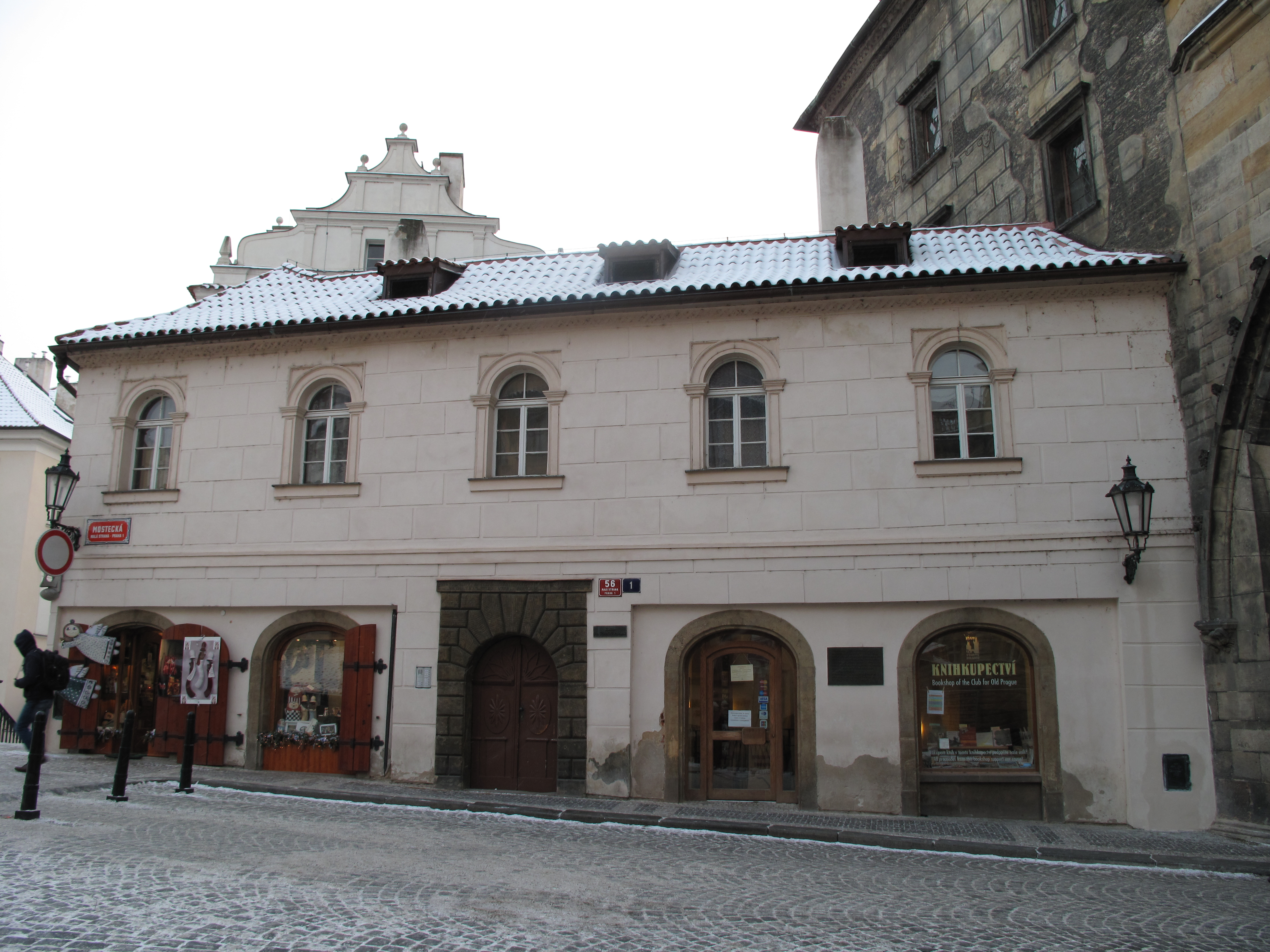
Клуб «За Старую Прагу»

Клуб «За старую Прагу» — организация, основанная в 1900 году, главной задачей которой является предотвращение мероприятий по сносу старинных сооружений, являющихся культурной ценностью для города и страны в целом.

## Основание клуба

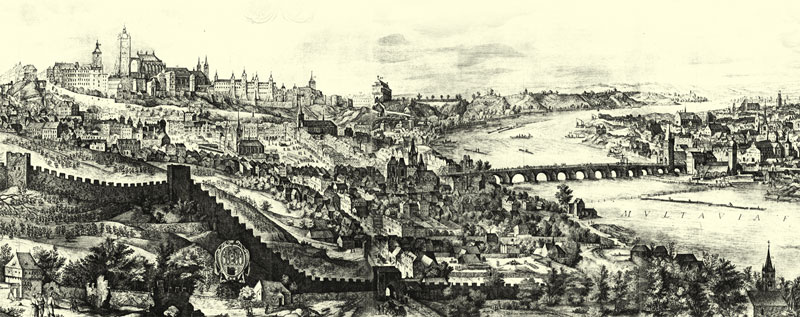
Старая Прага

Для всех европейских городов можно выделить этап, когда в процессе городского устройства разрушаются и исчезают старые сооружения, так или иначе имеющие большую архитектурную и культурную значимость. Для Праги таким переломным моментом стал конец XIX века. В это время в городе по проекту архитекторов сносилось множество ветхих домов в рамках крупной строительной компании, которая называлась «пражская санитария», проходившей под руководством пражской мэрии. В задачи переустройства города входил снос более 500 исторических построек исторического центра Праги, с целью дальнейшей застройки комфортными жилыми домами. В основном данное мероприятие касалось мест бывшего еврейского гетто, часть из которых примыкала к улицам Старого города. Данное решение мэрии было крайне негативно воспринято местными жителями и послужило в качестве импульса к возникновению Клуба «За старую Прагу». Тогда его целью стало исключение из «черного списка» некоторых домов на территории Старого города. Несмотря на то, что еврейский квартал был уже непригодным для проживания, дома, за сохранение которых боролся Клуб, были весьма ценными сооружениями, относящимися к периоду готики и вплоть до 19 века.

## Методы борьбы «прошлое и настоящее»
В начале методы Клуба «за старую Прагу» весьма разнились от методов сегодняшних дней хоть и часть из них сохранились и по сей день. Например: Клуб пробовал принимать активное участие в коммунальной политике, поддерживая некоторых представителей городской администрации. Активисты старались найти тех кандидатов, которые бы разделяли идеи Клуба о необходимости сохранения старых построек. Кроме того следует отметить, что в то время еще не существовало общего принципа охраны памятников, что и привело к массовому сносу уникальных памятников архитектуры. В периодических изданиях того времени Клубом издавались статьи в которых проводилась дискуссия о необходимости сохранения памятников. Эти статьи вызвали большой интерес у горожан, поэтому тема «сохранения памятников» стала активно обсуждаться в обществе и безусловно это оказало влияние на репутацию организации «За старую Прагу» среди жителей города.

Спустя 10 лет после образования Клуба, был введен новый устав организации. С этого момента Клуб стремился вести аполитичную деятельность, что и сохранилось до наших дней. Стремление Клуба «За старую Прагу» отделиться от политической сферы заключается в том, что в охране памятников нет никакой базы. Безусловно, организацию можно использовать или злоупотреблять ею в политической деятельности, однако, по своей сущности она аполитична. С принятием нового устава связано и использование новых методов Клубов в борьбе за памятники: для достижения целей активисты этой организации писали петиции и устраивали на акции протеста(протест против проведения электрической дороги через Карлов мост). После присоединения к Клубу чешских архитекторов и историков началось активное создание собственных проектов по креативной реконструкции города.

## «Второе дыхание» Клуба
Вторая Мировая война и последующие годы социалистического режима, деятельность Клуба игнорировалась и сводилась к функционированию в рамках любительской организации.

Падение режима в 1989 году дало возможность новой странице в истории Праги и всей Чехии. Тогда же Клуб «За старую Прагу» получил шанс на свою дальнейшую деятельность. Город стал открыт для капиталистических отношений: появлению предпринимателей, созданию и ведения бизнеса. В Праге начался настоящий строительный бум, стало строиться большое количество новостроек прямо в центре Праги. С этого времени Клуб вновь начала свою активную деятельность. Члены Клуба устраивают пресс-конференции, часто появляются в СМИ, высказываются в отношении строительных планов, активно принимают участие в реставрациях (Ян Барта и Карлов мост), а также пишут в органы по охране памятников, которые обязаны рассматривать и принимать во внимание мнение общественности.

## Оппоненты клуба «За старую Прагу»
Основными оппонентами Клуба выступают представители Палаты архитекторов, которые стремятся застроить исторический центр. По этому назначение представителей Палаты архитекторов на руководящие посты в Управлении по охране памятников грозит кардинальной реконструкцией «старого города» и в таком случае говорить о равновесии их позиций с Клубом уже говорить нельзя.

На данный момент много инвесторов заинтересованны в строительстве новых зданий в центре Праги, однако, они совершенно не заботятся о том как это впишется в общий контекст исторического центра. Из этого вытекает конфронтация интересов между строителями и органами по охране памятников.